# Mallomens
Mallomens és un indret del terme municipal de Gavet de la Conca, a l'antic terme de Sant Salvador de Toló, al Pallars Jussà, en territori que havia estat del poble de Sant Salvador de Toló.
Està situada al nord-est i a prop de Sant Salvador de Toló, en el contrafort nord-oriental de la Serra de la Campaneta.
Al nord-est de Mallomens hi ha la partida de Ço de Canut, i al nord, la de les Agunoves.